# مرکه (فلسطین)
مرکه (به لاتین: Mirka) یک روستا در دولت فلسطین است که در استان جنین واقع شده‌است. مرکه ۱٬۵۵۵ نفر جمعیت دارد.